# Cala Gonone

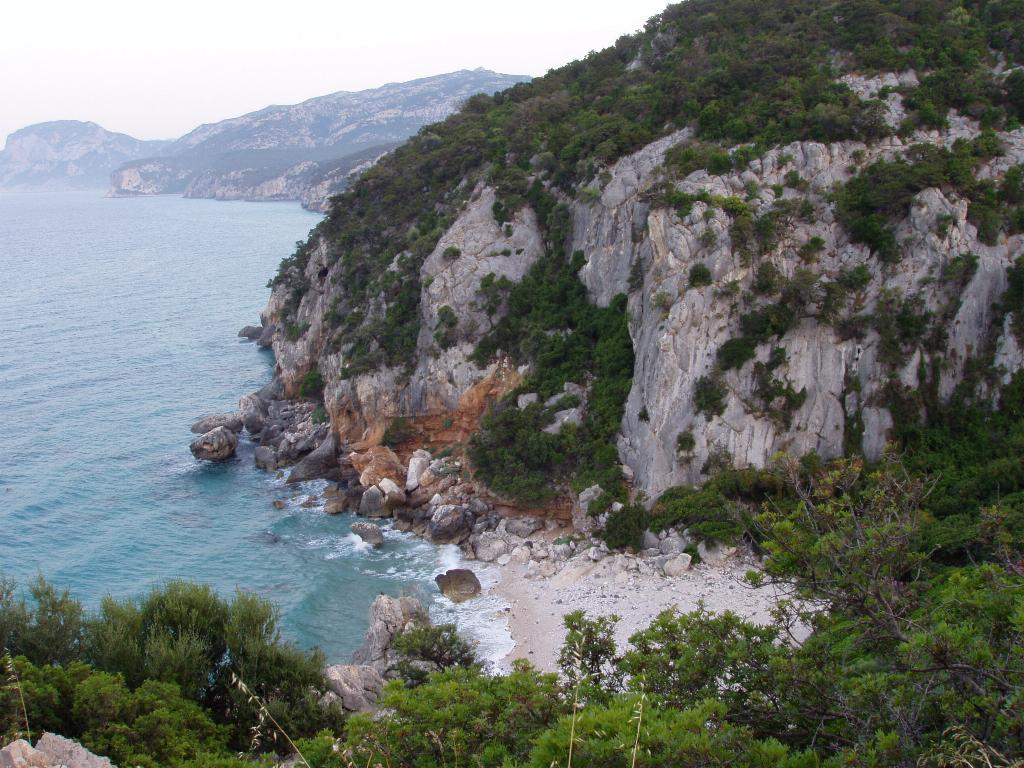
Playa de Cala Fuili, en Cala Gonone.

Cala Gonone es una localidad costera, una frazione del municipio de Dorgali (provincia de Nuoro, en la isla de Cerdeña). Está a 20 m s. n. m. y cuenta con 1.279 habitantes (2007). Dista 9 kilómetros de la capital municipal. Llegando desde Dorgali y superada la galería sobre la carretera SS 125 que atraviesa el monte Bardia, Cala Gonone se destaca contra el mar de intenso color azul, ubicado sobre una colina que desciende hacia la costa del golfo de Orosei.
Localidad frecuentada ya en la época nurágica, el centro nace como villa fundada por una colonia de pescadores de Ponza a inicios del siglo XX y se desarrolló sobre todo en la segunda mitad de ese siglo como importante centro turístico y centro playero.
Tiene playas y calas. Entre las calas más destacadas están Cala Luna, Cala Fuili y la Grotta del Bue Marino («Gruta del buey marino»), que partiendo de la costa entra en la montaña durante varios kilómetros. Aquí se refugiaba la foca monje actualmente dada por extinguida en esta zona.
Las playas de Cala Gonone han servido de ambientación a varias películas, entre ellas Barridos por la marea, dirigida por Guy Ritchie, con Madonna. En los montes detrás de Cala Gonone se rodaron algunas escenas de la película El rey David, con Richard Gere.